# 117a Brigada Mixta (Exèrcit Popular de la República)
La 117a Brigada Mixta va ser una unitat de l'Exèrcit Popular de la República creada durant la Guerra Civil Espanyola.

## Història
La 117a Brigada Mixta va ser creada el 28 d'abril de 1937 a partir del 2n regiment de l'antiga Divisió «Jubert». Quedaria incorporada a la 25a Divisió, de nova creació. Al juny va arribar participar en la ofensiva d'Osca.
Uns mesos després va intervenir en la batalla de Belchite, on va tenir una actuació destacada. El 25 d'agost, al costat de les brigades mixtes 32a i 131a, va prendre l'estació de ferrocarril. A continuació les brigades van fer un moviment de tenalla sobre la població de Belchite, envoltant-la des dels seus dos extrems. La 117a BM també va prendre la plaça de Toros i algunes cases. En els dies successius la unitat va capturar la posició «Romanico», el transformador d'electricitat i el dipòsit d'aigua de Belchite. Finalitzats els combats, el 6 de setembre va rebre ordre de retirar-se i traslladar-se a Lécera.
El desembre de 1937 va participar en la batalla de Terol, atacant per la zona del cementiri. Si bé la brigada va arribar a prendre les primeres trinxeres franquistes, la temptativa general va fracassar. La 117a BM també veuria acció durant la batalla de l'Alfambra, encara que la seva participació va ser un desastre: el 21 de febrer de 1938 es va retirar del front, completament desmoralitzada després d'un bombardeig de l'aviació franquista. Va veure acció durant la batalla d'Aragó i, posteriorment, durant la campanya de Llevant.
El gener de 1939 va ser enviada per vaixell a Catalunya, com a reforç de les forces republicanes desplegades allí. Es trobava per a llavors sota el comandament del major de milícies Bartolomé Palazón Blaya. No obstant això, la seva intervenció seria nul·la i es va unir a la retirada republicana cap a França.

## Comandaments
Comandants
- Major de milícies Agustín Barrios Corredera
- Major de milícies Joaquín Fran
- Mayor de milícies J. Carreras
- Major de milícies Bartolomé Palazón Blaya

Comissaris
- Sebastián Badía Antiñana